# Frank Haller
Frank Haller (n. 6 ianuarie 1883, California, SUA – d. 30 aprilie 1939, Saint Louis, Missouri, SUA) a fost un boxer ce a reprezentat Statele Unite ale Americii, medaliat olimpic. A participat la o ediție a Jocurilor Olimpice (1904) în care a câștigat o medalie de argint.

## Participări
Lista de mai jos prezintă principalele competiții la care a participat Frank Haller de-a lungul carierei.
- boxing at the 1904 Summer Olympics – featherweight[*]